# Слохтерен
Слохтерен (нід. Slochteren, нід. вимова: [ˈslɔxtərə(n)] ( прослухати)) — село в нідерландській провінції Гронінген. Мало статус окремого муніципалітету до початку 2018 року, коли увійшло до складу новоствореного муніципалітету Мідден-Гронінген.
Його площа становить 16,86км², а населення станом на 2021 рік складало 2 140 осіб.

## Визначні уродженці
- Юр Врілінг (1969) — нідерландський вершник, олімпійський медаліст.

## Галерея

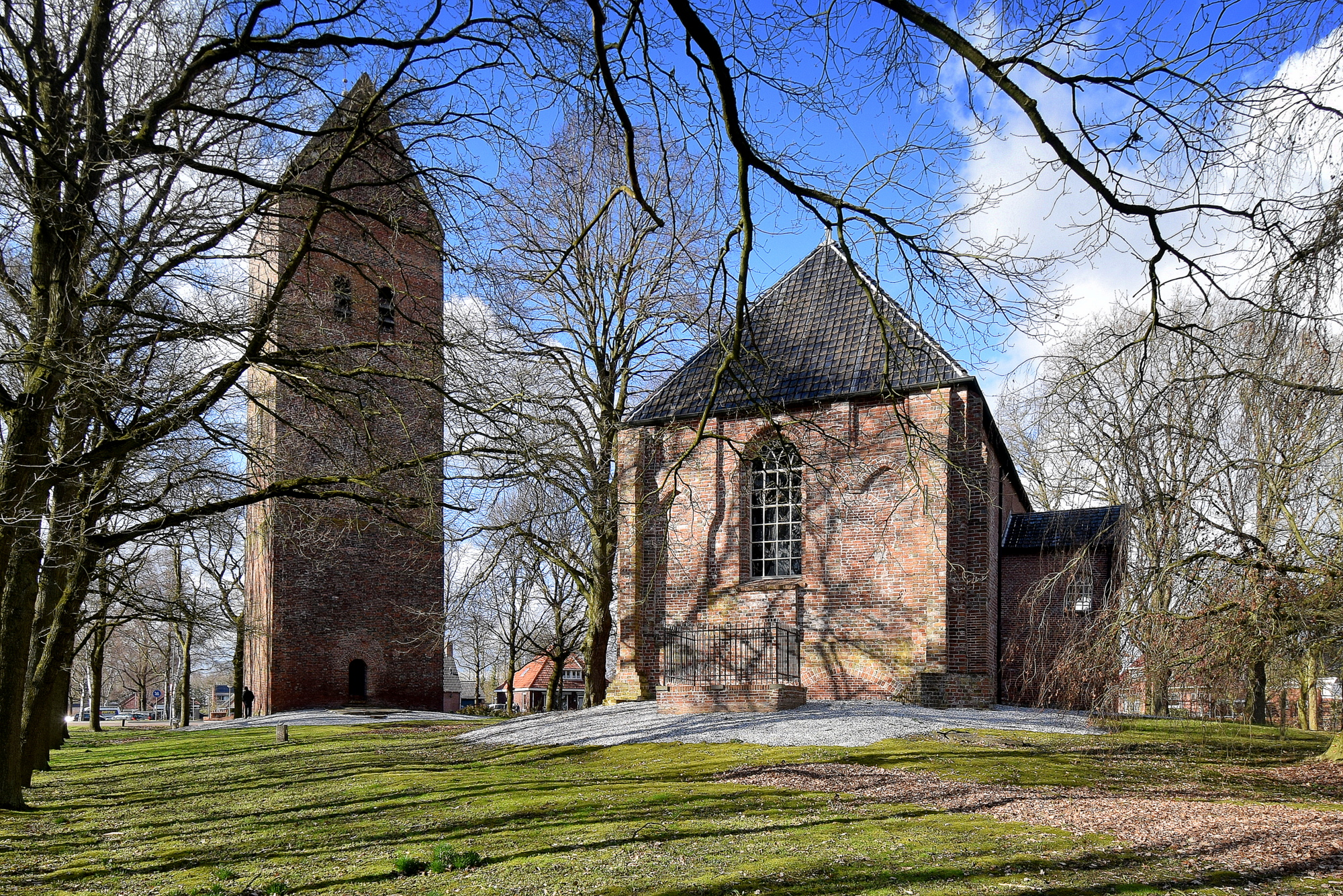
Протестантська церква
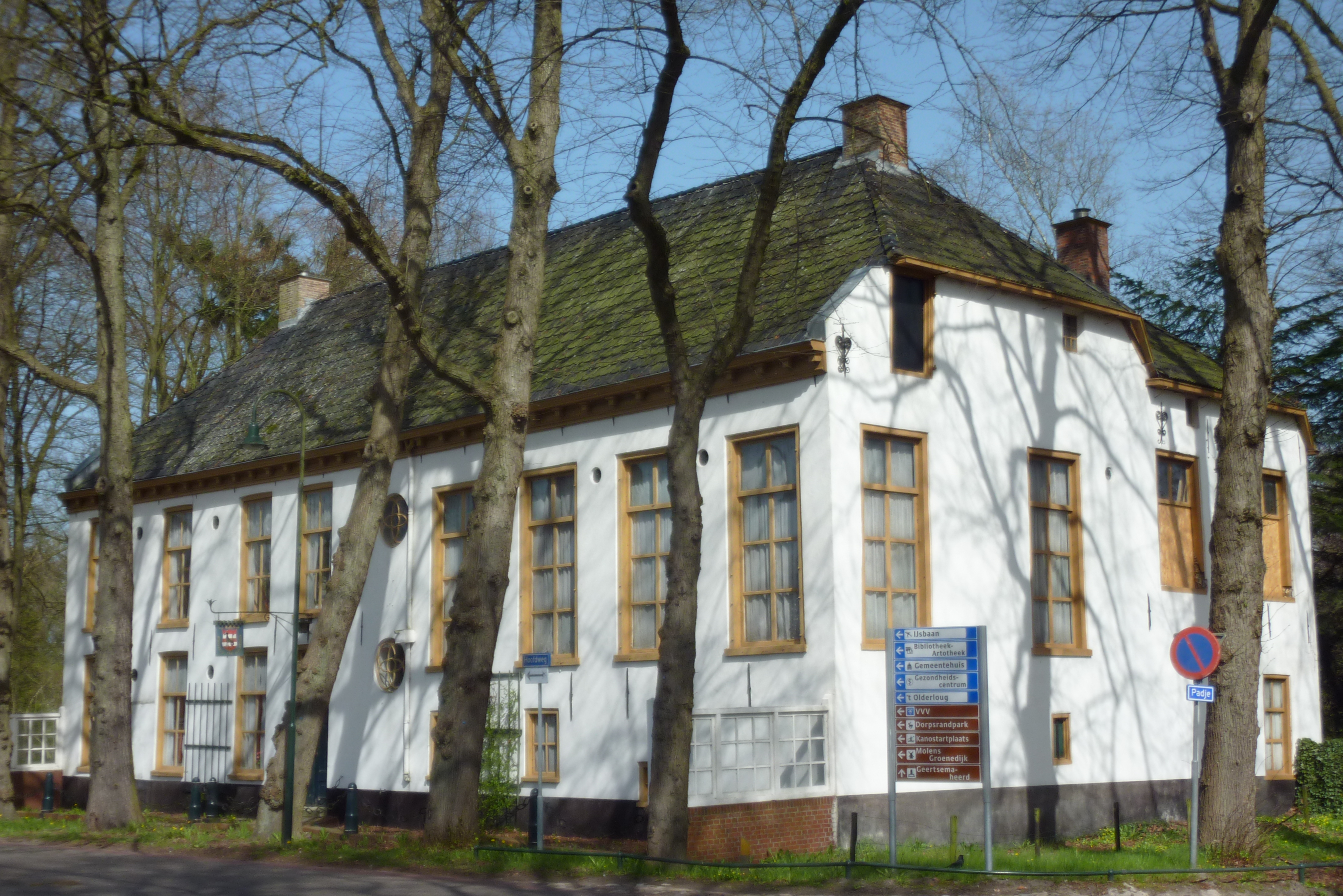
Будівля колишнього суду
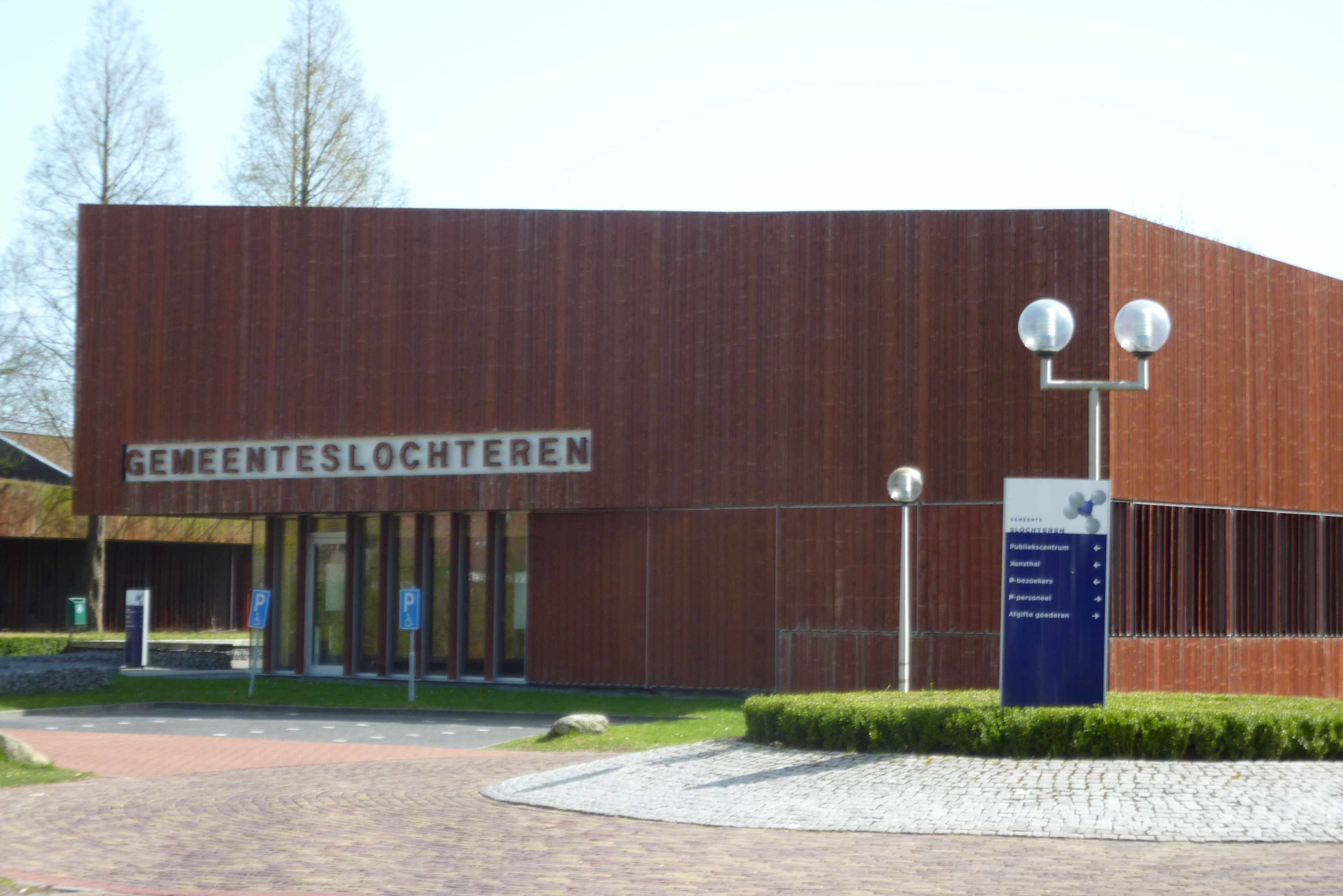
Будівля колишньої мерії
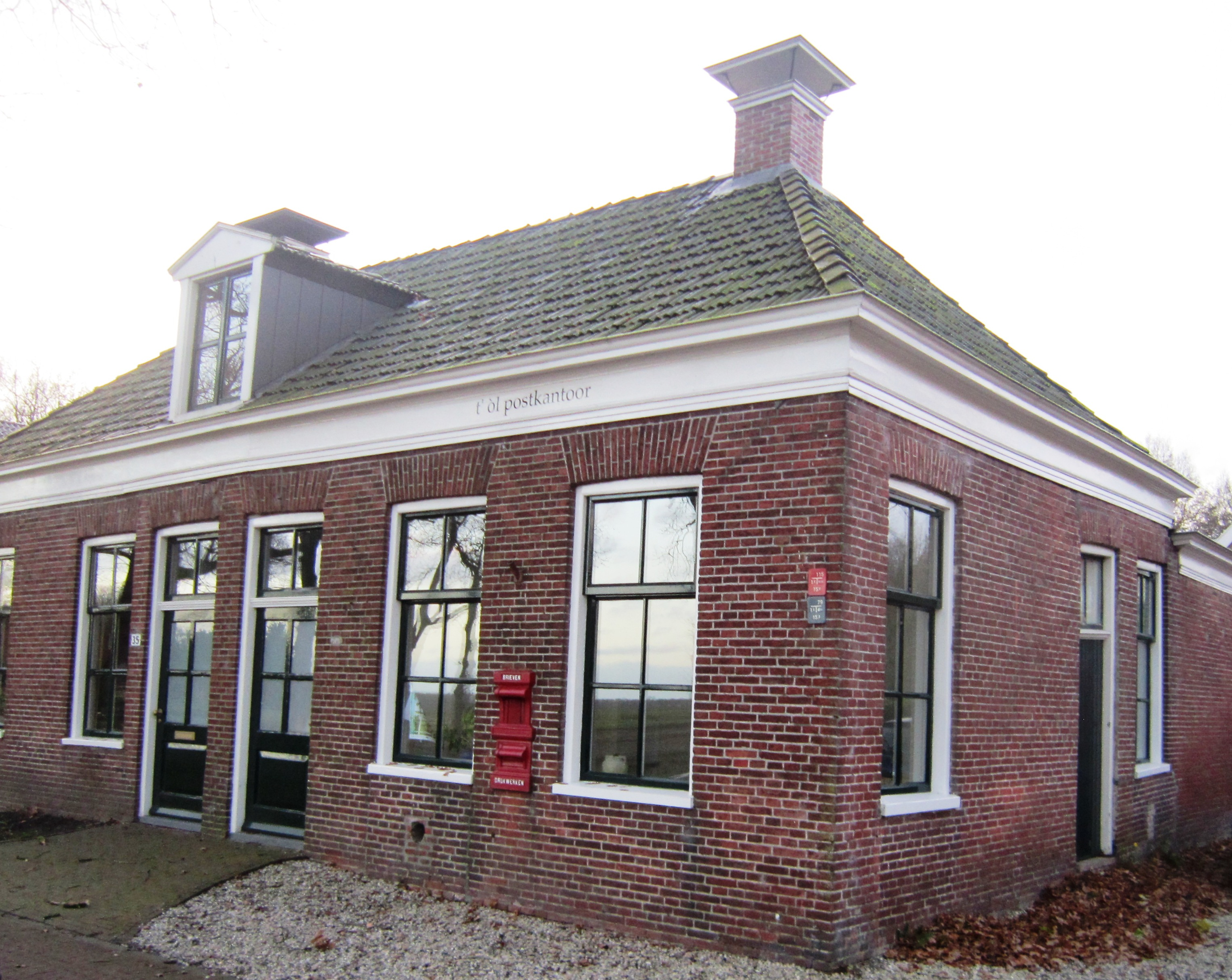
Будівля колишнього поштового відділення